# بولداگ عروسکی
بولداگ عروسکی (به انگلیسی: Toy Bulldog)، نام یکی از نژادهای سگ است که خاستگاه آن به انگلستان بازمی‌گردد.       